# Crozon
Crozon è un comune francese di 7 947 abitanti situato nella penisola omonima nel dipartimento del Finistère nella regione della Bretagna.
All'interno del suo territorio comunale si trova la base militare per i sottomarini della marina francese, presso Île Longue.

## Geografia fisica

### Suddivisione amministrativa
- Aber de Crozon
- Tal-ar-Groas
- Le Fret
- Morgat
- Saint-Hernot

## Società

### Evoluzione demografica
Abitanti censiti

## Monumenti
- Chiesa di San Pietro

## Amministrazione

### Gemellaggi
- Sligo,  Irlanda